# Мартынов, Фёдор Иванович
Фёдор Иванович Мартынов (25 августа 1924, дер. Малый Ломовис, Тамбовская губерния — 5 ноября 1987, Моршанск) — советский военнослужащий, участник Великой Отечественной войны, полный кавалер ордена Славы, стрелок 351-й отдельной разведывательной роты, красноармеец — на момент представления к награждению орденом Славы 1-й степени.

## Биография
Родился 25 августа 1924 года в деревне Малый Ломовис (ныне — Пичаевский район Тамбовской области). Член ВКП/КПСС с 1966 года. Окончил 10 классов. Работал слесарем на машино-тракторной станции.
В Красной Армии с 1943 года. На фронте в Великую Отечественную войну с сентября 1943 года. В составе 46-й армии Степного, Юго-Западного и 3-го Украинского фронтов в сентябре-октябре 1943 года участвовал в боях на Днепре; в 1944 году в составе 57-й армии 2-го и 3-го Украинских фронтов уничтожал никопольско-криворожскую группировку противника, освобождал юг Украины, Молдавию, Болгарию, Югославию, Венгрию. За бои под Кишинёвом награждён орденом Красной Звезды.
Стрелок 351-й отдельной разведывательной роты красноармеец Мартынов в ночь на 29 апреля 1944 года с группой разведчиков переправился через реку Днестр западнее города Тирасполь, в тылу врага захватил в плен солдата, уничтожил расчёт пулемёта.
Приказом командира 223-й стрелковой дивизии от 31 мая 1944 года за мужество, проявленное в боях с врагом, красноармеец Мартынов награждён орденом Славы 3-й степени.
22 января 1945 года, находясь в разведке в составе группы, у населённого пункта Фельшёгалла севернее города Секешфехервар ликвидировал расчёт пулемёта, был ранен.
Приказом по 4-й гвардейской армии от 23 февраля 1945 года красноармеец Мартынов награждён орденом Славы 2-й степени.
2 марта 1945 года в бою у железнодорожной станции Саар, действуя во главе группы, получил задание выбить противника с одной из высот. В ходе атаки с трёх направлений ворвался во вражеские окопы и уничтожил пятерых противников, ликвидировал пулемётную точку противника, затруднявшую продвижение наших войск. В этом бою взрывом снаряда ему оторвало ногу.
Указом Президиума Верховного Совета СССР от 15 мая 1946 года за мужество, отвагу и героизм, проявленные в борьбе с захватчиками, красноармеец Мартынов Фёдор Иванович награждён орденом Славы 1-й степени.
После излечения в госпитале в 1946 году демобилизован. Жил в городе Моршанск Тамбовской области. Работал бухгалтером в школе.
Награждён орденами Отечественной войны 1-й степени, Красной Звезды, Славы 1-й, 2-й и 3-й степени, медалями.
Умер 5 ноября 1987 года. Похоронен на Моршанском кладбище.